# Grad Strmec
Grad Strmec (nemško Schloss Sternberg) leži na skalni polici nad enakoimenovanim krajem v občini Vernberk v zahodnem delu avstrijske zvezne dežele Koroške. Vernberk se nahaja v Osojskih Turah, vzhodno od Beljaka, med Osojskim jezerom (na severu), Vrbskim jezerom  (na vzhodu) ter Baškim jezerom  (na jugu same občine). Grad je bil opuščen že v 15. stoletju, zato je ohranjenih le še nekaj ruševin.

## Zgodovina
Grad  Strmec  je bil zgrajen v 12. stoletju kot nekdanji sedež gospostva in grofije Strmec  na avstrijskem Koroškem. Zgodovina gradu je tesno povezana z grofi Vovbrškimi. Najstarejša dokumentirana omemba gradu je v listini samostana Št. Pavel iz obdobja okrog 1170/1180 (kot Sternberc). Leta 1267 se po gradu prvič imenuje grof Ulrik kot Strmški, ki je s tem ustanovitelj stranske veje Vovbrških. Leta 1311 je grofica Katarina Strmška grad in gospostvo prodala vojvodi Henriku VI. Koroškemu, ki ji ga je kot fevd spet vrnil. Grof Valter Strmški, poslednji moški potomec Strmških, je leta 1329 grad in gospostvo imenovano tudi grofija, ob soglasju fevdnega gospoda deželnega kneza, prodal grofu Otu Ortenburškemu. 
Ko so grofje Ortenburški leta 1418 izumrli, so tudi ta grad, gospostvo in grofijo podedovali grofje Celjski. Kralj Sigismund je leta 1420, ne glede na fevdne pravice koroških deželnih knezov (Harsburžanov), grad in posest in grofijo Strmec potrdil kot državni fevd Hermanu II. Celjskemu. Ta je grad v doživljenjsko uživanje podelil svojemu vojskovodji Janu Vitovcu. Po smrti Ulrika II. Celjskega leta 1456 tudi ta posest pripade cesarju Frideriku III.. Ko je zaradi dediščine Celjskih prišlo do vojne med cesarjem Friderikom III. in Goriškimi, je grad Strmec in sosednji Hohenwart porušila cesarjeva vojska, nakar teh dveh gradov niso nikoli več obnovili.  
Cesar Friderik III.  je leta 1457 razrušen grad in gospostvo ponovno potrdil oziroma podelil  Janu Vitovcu. Posest mu je bila še istega leta odvzeta zaradi podpore ogrskemu kralju Matiji Korvinu. Leta 1511 ga je cesar  Maksimilijan I.  gospostvo Strmec združil s sosednjim gospostvom Vajškra in ga kot združenega podaril   Viteškemu redu sv. Jurija. Po propadu tega viteškega reda je Strmec spet prešel na Habsburžane. Cesar Ferdinand ga je do leta 1545 prodal Bernhardu Khevenhüller-ju. Ker je družina Khevenhüller bila ena od goročih protestantskih družin so morali 1628 ob njihovi prisilni izselitvi posest prodati Sigmundu Ludviku grofu Dietrichsteinskemu, čigar družinski nasledniki so imeli posest in ruševine v lasti do 1913.
Sam objekt ruševin je kasneje imel različne uporabnike, leta 1938 ga je kupila družina Hippel. Od nekdanjih ruševin se je ohranilo bolj malo razen grajskega stolpa, katerega stene so še vedno vidne v nivoju pritličja, kjer danes tvorijo temelj za stanovanjske stavbe.

## Spletne povezave
- Grad Strmec na Koroškem - fotografije